# Chräbeli
Chräbeli (auch Anischräbeli, Badener Chräbeli oder Kräbeli) ist ein traditionelles Schweizer Anisgebäck, das vor allem während der Weihnachtszeit gegessen wird. Chräbeli haben ihren Namen von ihrer Form. «Chräbel» ist ein Schweizer Mundartwort für die Kralle eines Tiers. Sie sind die Spezialität der Stadt Baden und werden das ganze Jahr über verkauft und verspeist. In der restlichen Deutschschweiz werden Chräbeli als traditionelles Weihnachtsgebäck gegessen.

## Zubereitung
Der Teig besteht aus Eiern, Puderzucker, Mehl, Anissamen und Kirsch. Eier und Puderzucker werden zuerst schaumig geschlagen, anschliessend werden die trockenen Zutaten hinzugefügt. Nach einer Ruhezeit von ungefähr 12 Stunden werden die Chräbeli in ca. 5 cm lange und 1,5 cm breite Teigzylinder geformt, welche mehrfach eingeschnitten werden. Die Einschnitte variieren dabei traditionell von zwei bis vier Einkerbungen, sogenannten «Füsschen». Nach dem Trocknen werden die Chräbeli kurz bei niedriger Temperatur gebacken. In der Enzyklopädie von Krünitz aus dem Jahr 1773 wird die Herstellung von Chräbeli beschrieben. Man solle aus dem festen Teig längliche Stücke rollen und mit einem dünnen spitzigen Messer die Länge über, aber nicht ganz durch schneiden.